# Schizonycha testacea
Schizonycha testacea är en skalbaggsart som beskrevs av Moser 1917. Schizonycha testacea ingår i släktet Schizonycha och familjen Melolonthidae. Inga underarter finns listade i Catalogue of Life.